# Geneviève Morel (actrice)
Pour les articles homonymes, voir Geneviève Morel et Morel.
Geneviève Josèphe Morel, née aux Andelys le 19 mars 1916 et morte à Clichy le 30 août 1989, est une actrice française.

## Théâtre
- 1946 : Divines Paroles de Ramón María del Valle-Inclán, mise en scène Marcel Herrand, théâtre des Mathurins
- 1952 : La Valse des toréadors de Jean Anouilh, mise en scène Jean Anouilh et Roland Piétri, Comédie des Champs-Élysées
- 1958 : Clérambard de Marcel Aymé, mise en scène Claude Sainval, Comédie des Champs-Élysées
- 1961 : Clérambard de Marcel Aymé, mise en scène Claude Sainval, Comédie des Champs-Élysées
- 1965 : Knock ou le Triomphe de la médecine de Jules Romains, mise en scène Marcelle Tassencourt, théâtre Montansier, théâtre Montparnasse.

## Filmographie

### Cinéma
- 1940 : Battement de cœur d'Henri Decoin : Marinette, une élève
- 1940 : De Mayerling à Sarajevo de Max Ophüls
- 1941 : Madame Sans-Gêne de Roger Richebé : Julie, une blanchisseuse
- 1941 : Ne bougez plus de Pierre Caron
- 1941 : Chèque au porteur de Jean Boyer: une employée du dancing
- 1942 : Défense d'aimer de Richard Pottier : la femme de chambre
- 1942 : La Femme que j'ai le plus aimée de Robert Vernay : la bouquetière
- 1942 : Mademoiselle Swing de Richard Pottier : une chanteuse du trio
- 1942 : Signé illisible de Christian Chamborant
- 1942 : Madame et le Mort de Louis Daquin : une philosophe
- 1943 : Adieu Léonard de Pierre Prévert : la bonne
- 1943 : Les Anges du péché de Robert Bresson : sœur Berthe
- 1943 : Lucrèce de Léo Joannon : l’habilleuse
- 1943 : Secrets de Pierre Blanchar : Magali
- 1943 : Un seul amour de Pierre Blanchar : Rosalie jeune
- 1944 : Cécile est morte de Maurice Tourneur : une amie de Mme Petitot
- 1944 : La Cage aux rossignols de Jean Dréville
- 1945 : Le Capitan de Robert Vernay
- 1945 : Madame et son flirt de Jean de Marguenat : la patronne de l'hôtel du théâtre
- 1945 : Les Malheurs de Sophie de Jacqueline Audry : la bonne de Sophie
- 1945 : La Route du bagne de Léon Mathot
- 1946 : Messieurs Ludovic de Jean-Paul Le Chanois : la concierge des Seguin
- 1946 : Tombé du ciel d'Emil-Edwin Reinert
- 1946 : Nuit sans fin de Jacques Séverac : Maria
- 1946 : La Maison sous la mer d'Henri Calef : une femme
- 1947 : Les Amants du pont Saint-Jean d'Henri Decoin : la bonne
- 1947 : Les amoureux sont seuls au monde d'Henri Decoin : la bonne des Picart
- 1947 : Monsieur Vincent de Maurice Cloche : Marguerite Nazeau
- 1947 : Rêves d'amour de Christian Stengel : la servante
- 1947 : Une jeune fille savait de (Maurice Lehmann : Sidonie, la bonne
- 1947 : La Dame d'onze heures de Jean Devaivre : la cuisinière des Pescara
- 1948 : Clochemerle de Pierre Chenal : Fouache
- 1948 : D'homme à hommes  de Christian-Jaque : Amélie Coquillet
- 1949 : Deux Amours de Richard Pottier : Clémentine
- 1949 : Fantômas contre Fantômas de Robert Vernay : Irma
- 1949 : Jean de la Lune de Marcel Achard : Louise
- 1949 : La Soif des hommes de Serge de Poligny: La Savoyarde
- 1949 : Le Mystère Barton de Charles Spaak : la bonne de Beverley
- 1949 : Manon d'Henri-Georges Clouzot : la mère dans le train
- 1949 : Pattes blanches de Jean Grémillon : Marguerite
- 1949 : Ronde de nuit de François Campaux : la mère de Michel
- 1949 : Les Petites Annonces matrimoniales, court métrage de Claude Barma : une soupirante
- 1950 : Justice est faite d'André Cayatte : Hortense, la bonne des Flavier
- 1950 : L'Invité du mardi de Jacques Deval : la patronne
- 1950 : Miquette et sa mère d'Henri-Georges Clouzot : une commère
- 1950 : Rendez-vous avec la chance d'Emil-Edwin Reinert : la concierge
- 1950 : Le Roi des camelots d'André Berthomieu
- 1951 : La Rose rouge de Marcello Pagliero : la dame du vestiaire
- 1951 : Caroline chérie de Richard Pottier : une voyageuse du coche
- 1951 : Deux Sous de violettes de Jean Anouilh : Germaine
- 1951 : Knock de Guy Lefranc : la dame en noir
- 1951 : L'Étrange Madame X de Jean Grémillon : une invitée
- 1951 : Sans laisser d'adresse de Jean-Paul Le Chanois : la voisine
- 1951 : Paris chante toujours de Pierre Montazel : la femme de Raoul
- 1951 : Un amour de parapluie, court métrage de Jean Laviron
- 1952 : Agence matrimoniale de Jean-Paul Le Chanois : la locataire
- 1952 : Elle et moi de Guy Lefranc : la buraliste
- 1952 : Nous irons à Monte-Carlo de Jean Boyer : la voisine
- 1952 : La Fête à Henriette de Julien Duvivier : la concierge
- 1952 : Lettre ouverte d'Alex Joffé : la grosse dame
- 1952 : Le Rideau rouge / Ce soir on joue Macbeth d'André Barsacq : Pierrette, l'habilleuse
- 1953 : Belle Mentalité ! d'André Berthomieu : la cuisinière
- 1953 : Minuit quai de Bercy de Christian Stengel : une cliente au cabaret
- 1953 : Leur dernière nuit de Georges Lacombe : la bonne de l'hôtel
- 1953 : Les Révoltés de Lomanach de Richard Pottier
- 1953 : Les Trois Mousquetaires d'André Hunebelle : la marchande de poulets
- 1954 : Les hommes ne pensent qu'à ça d'Yves Robert : la mère qui marie sa fille
- 1955 : Chantage de Guy Lefranc : la concierge
- 1955 : La Bande à papa de Guy Lefranc : la seconde fleuriste
- 1955 : Les Duraton d'André Berthomieu : Pauline, la bonne des Duraton
- 1955 : Marguerite de la nuit de Claude Autant-Lara : la concierge
- 1956 : Impasse des vertus de Pierre Méré : Rose Séguin
- 1957 : Les Suspects de Jean Dréville : la dame au cinéma
- 1958 : Maxime d'Henri Verneuil : Mme Mignolet
- 1959 : Par-dessus le mur de Jean-Paul Le Chanois : une voisine
- 1961 : Dans la gueule du loup de Jean-Charles Dudrumet

### Télévision
- 1950 : Agence Nostradamus de Claude Barma
- 1966 : À la belle étoile de Pierre Prévert